# Przekopnice
Przekopnice, tarczowce, nieboraki (Notostraca) – rząd skrzelonogów (Branchiopoda) obejmujący rodzinę Triopsidae, do której należą dwa rodzaje – Triops oraz Lepidurus. 

## Występowanie
Przekopnice to skorupiaki rozprzestrzenione na całej kuli ziemskiej, występujące głównie w zbiornikach okresowo wysychających (często określanych w literaturze jako „zbiorniki astatyczne"). Wyjątkiem jest przekopnica arktyczna (Lepidurus arcticus), która zasiedla również stałe zbiorniki wodne. Obserwowane są także na uprawach ryżu oraz stawach hodowlanych, gdzie panują optymalne dla nich warunki. 
W Polsce zostało stwierdzone występowanie dwóch gatunków przekopnic – Przekopnicy właściwej (Triops cancriformis) oraz Przekopnicy wiosennej (Lepidurus apus). Różnią się one przede wszystkim fenologią (L. apus występuje wiosną, natomiast T. cancriformis pojawia się latem).  

## Charakterystyka
Ciało przekopnicy spłaszczone jest grzbietobrzusznie, przez co może przypominać kijankę (stąd w języku angielskim pojawia się określenie tadpole shrimp – krewetko-kijanka). Składa się z wielu segmentów (zwykle ok. 50, jednak w niektórych źródłach podawane są przedziały między 24-44). Na zakończeniu telsonu widoczna jest furka (u Lepidurus dodatkowo występuje listkowaty wyrostek). Tułów osłonięty jest miękkim karapaksem, jednak nie jest z nim połączony, co zapewnia wyjątkową mobilność podczas pływania. Pancerze mogą przyjmować różne zabarwienia, prawdopodobnie zależne nie tylko od gatunku, ale i od podłoża, na którym żyją. 
Odnóża, tak jak u innych Branchiopoda pełnią zarówno funkcję oddechową jak i lokomotoryczną. Dodatkowo umożliwiają przesuwanie pokarmu w stronę otworu gębowego oraz przekopywanie podłoża. Pierwsza para odnóży jest silnie wydłużona i pełni funkcje czuciowe. 
Na głowie znajdują się: para oczu złożonych, oko naupliusowe (będące pozostałością po etapie larwalnym). Czułki I i II pary są zredukowane, co prawdopodobnie jest wynikiem przystosowania do przydennego trybu życia. 

## Systematyka
Według strony WRoMS systematyka przekopnic przedstawiona jest w następujący sposób:
Gromada Branchiopoda Latreille, 1817
Podgromada Phyllopoda (Liścionogi) Preuss, 1951
Nadrząd Calmanostraca Tasch, 1969
Rząd Notostraca Sars, 1867
Rodzina Triopsidae  Keilhack, 1909
Rodzaj Lepidurus Leach, 1819
Lepidurus apus L., 1758
Lepidurus arcticus Pallas, 1793
Lepidurus batesoni Longhurst, 1955
Lepidurus bilobatus Packard, 1883 fide Rogers, 2001
Lepidurus couessii Packard, 1875 fide Rogers, 2001
Lepidurus cryptus Rogers, 2001
Lepidurus lemmoni Holmes, 1894 fide Rogers, 2001
Lepidurus lubbocki Brauer, 1873
Lepidurus mongolicus Vekhov, 1992
Lepidurus packardi Simon, 1886, fide Rogers, 2001
Lepidurus patagonicus Berg, 1900
Lepidurus viridis Baird, 1850

Rodzaj Triops Schrank, 1803
Triops australiensis Spencer & Hall, 1896
Triops baeticus Korn, in Korn et al., 2010
Triops cancriformis Schaeffer, 1756
Triops emeritensis Korn & Pérez-Bote, in Korn et al., 2010
Triops gadensis Korn & García-de-Lomas, in Korn et al., 2010
Triops gracilis Wolf, 1911
Triops granarius Lucas, 1864
Triops longicaudatus LeConte, 184
Triops madagassicus Thiele, 1907: 288 fide Rogers et al., 2021
Triops mauritanicus Ghigi, 1921
Triops maximus Korn & Hundsdoerfer, 2016
Triops multifidus Korn & Hundsdoerfer, 2016
Triops namaquensis Richters, 1886:31 fide Rogers et al., 2021
Triops numidicus Grube, 1865:277 fide Rogers et al., 2021
Triops sakalavus Nobili, 1905: 1, fide Rogers et al., 2021
Triops strenuus Wolf, 1911
Triops vicentinus Korn, Machado, Cristo & Cancela da Fonseca, in Korn et al., 2010

## Ochrona
Na stronie IUCN Red List of Threatened znajdują się 4 gatunki – T. emeritensis (Korn i Perez-Bote, 2010), T. gadensis (Korn i García-de-Lomas, 2010), T. baeticus (Korn, 2010), T. vicentinus (Korn, Machado, Cristo i Cancela da Fonseca, 2010), L. packardi (Simon, 1886). T. emeritensis ma status CR (Critically endangered) natomiast pozostałe gatunki – EN (Endangered). Są to gatunki stwierdzone na terenie Hiszpanii oraz Portugalii. 
Przekopnica właściwa w Polsce jest objęta częściową ochroną gatunkową (Rozporządzenie Ministra Środowiska z dnia 16 grudnia 2016 roku). 